# Marienstraße (Weimar)

Marienstraße 1

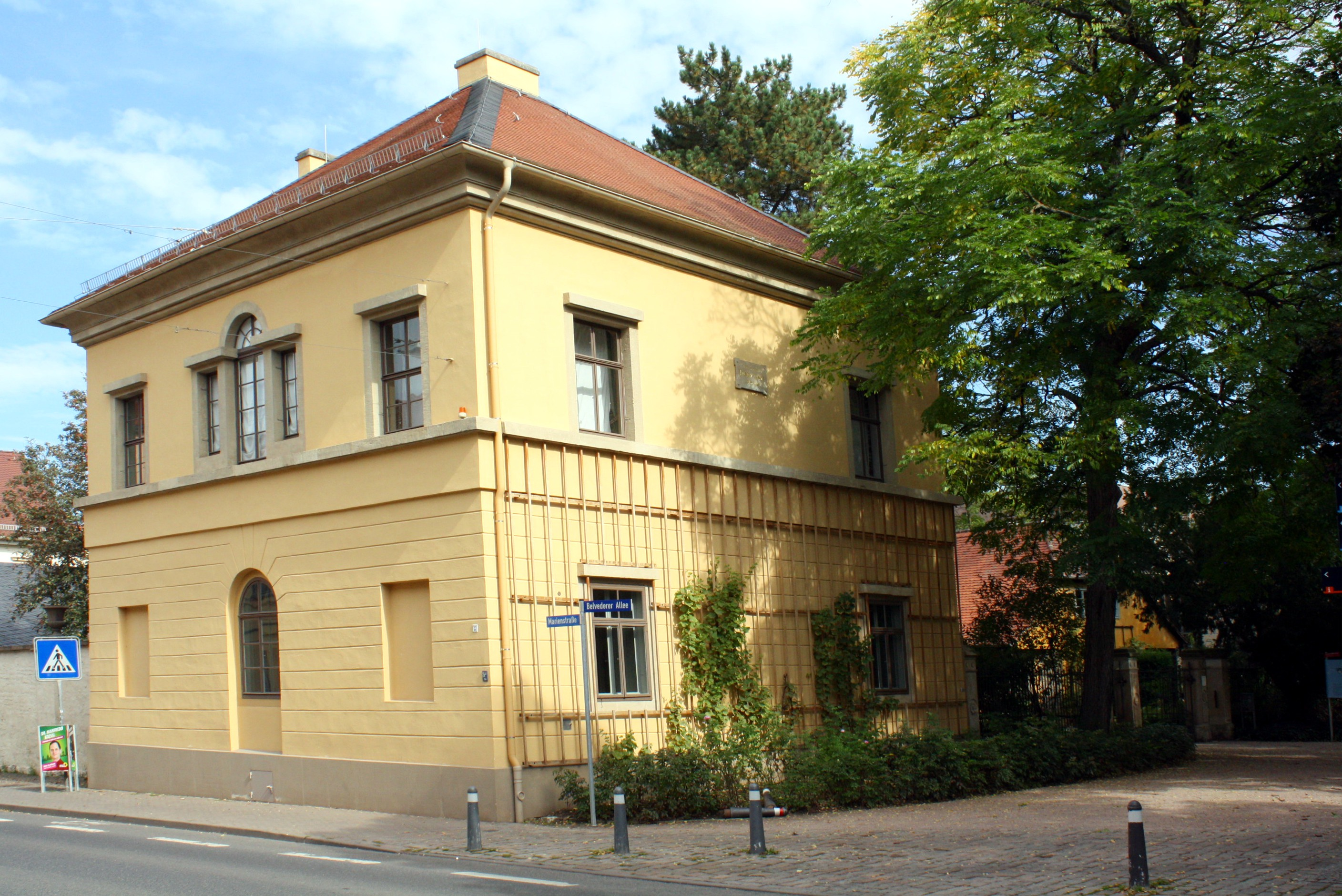
Liszthaus in der Marienstraße in Weimar

Die Marienstraße ist eine Straße in Weimar. Sie geht vom Wielandplatz bzw. vom Frauenplan ab und endet am Liszt-Haus bzw. dem gegenüberliegenden Haus der Floßgeldeinnehmer, an welchem die Belvederer Allee beginnt.

## Geschichte
Die Straßenbezeichnung geht nicht wie der Frauenplan auf die frühere Frauenkirche zurück, von der es keine baulichen Überreste gibt, sondern auf die Großherzogin Maria Pawlowna (1786–1859) nach der sie bereits um 1841 benannt wurde. Im Jahre 2002 wurde am Liszt-Haus eine Gedenktafel der Namensgeberin angebracht durch die Maria-Pawlowna-Gesellschaft, die von deren Ehrenmitglied Ilse-Sibylle Stapff enthüllt wurde. In der Marienstraße 1 wohnte Christoph  Martin Wieland. Dort befand sich auch das Atelier des Hoffotografen Louis Held. Das Gebäude allerdings entstand nach dem Abriss des Eckhauses aus dem Jahre 1728, in welchem Wieland wohnte. Auch Goethe wohnte mit Christiane Vulpius zeitweilig in der Marienstraße im Jägerhaus. Ein weiteres bedeutsames Gebäude ist das Hummelhaus, benannt nach dem Komponisten und Klaviervirtuosen Johann Nepomuk Hummel. In der Marienstraße drückte mit diesem und dem benachbarten klassizistischen Bau Marienstraße 4/6 Clemens Wenzeslaus Coudray seinen Stempel auf. Im Haus Marienstraße 9 wohnte der Widerstandskämpfer Theodor Neubauer. Eine Gedenktafel am Gebäude erinnert daran. Im Haus Marienstraße 18 wohnte Mathilde Freiin von Freytag-Loringhoven. Im Garten befindet sich ein Gedenkstein für den Hund Kurwenal. Mit den zur Bauhaus-Universität Weimar gehörigen Gebäuden Marienstraße 13 und 15 verbindet sich von 1935 bis 1945 eine düstere Geschichte, denn hier war das Landesamt für Rassewesen.
Eine Querstraße der Marienstraße, die Geschwister-Scholl-Straße, steht auf der Liste der Unesco-Denkmale in Weimar.
Der gesamte Bereich Marienstraße steht auf der Liste der Kulturdenkmale in Weimar (Sachgesamtheiten und Ensembles). Außer den genannten Gebäuden stehen die meisten der kurzen Straße auf der Liste der Kulturdenkmale in Weimar (Einzeldenkmale). In unmittelbarer Nachbarschaft befindet sich der Park an der Ilm. Das Haus Marienstraße 14 ist die Gutenberg Druckerei, die allerdings später entstand.